# كلات (إسفراين)
كلات (بالفارسية: کلات) هي قرية تقع في قسم روئين الريفي (مقاطعة إسفراين) في إيران. يقدر عدد سكانها بـ 1,372 نسمة .